# Suzanne Farrell
Suzanne Farrell (nascuda el 16 d'agost de 1945), és una ballarina estatunidenca de ballet contemporani estatunidenca. Va ser la musa de George Balanchine.

## Carrera
Va estudiar en el conservatori de la seva ciutat natal i el 1959 va ser seleccionada per estudiar amb George Balanchine a l'escola fundada pel coreògraf rus School of American Ballet i el 1961 pas a integrar el New York City Ballet (NYCB). El 1963 va ser nomenada primera ballarina i George Balanchine va començar a crear papers per a ella, especialment Don Quixote, i en "Diamonds" part del ballet "Jewels" de 1968. La seva actuació al costat de Peter Martins és particularment recordada.
Balanchine estava casat amb la ballarina Tanaquil Leclerq, però es va divorciar i va intentar casar-se amb Farrell qui en comptes contreure matrimoni amb el ballarí Paul Mejia. Va deixar el New York City Ballet el 1970 on després de diverses temporades a Europa, va tornar el 1975. Les últimes obres de Balanchine van ser sols per a ella. El 1985 (als 40), va començar un retir forçat per artritis, que va culminar el 1989. Va ser el baluard de Balanchine en l'ensenyament a Berlín, Viena, París, Kirov i el Bolshoi. Fins a 1993 amb el New York City Ballet.
El 2000 Suzanne Farrell va començar la seva pròpia companyia, el Suzanne Farrell Ballet, al Kennedy Center.

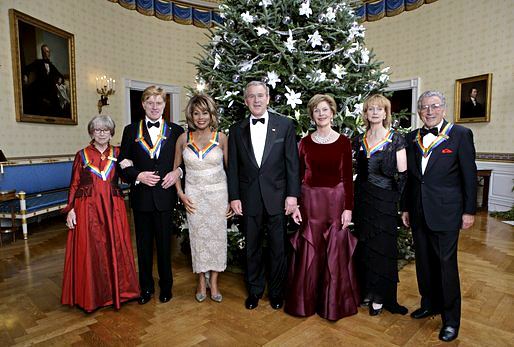
George W. Bush i Laura Bush juntament amb Julie Harris, Robert Redford, Tina Turner, Suzanne Farrell i Tony Bennett a la Casa Blanca.

## Premis
- Doctorats honoraris de Harvard, Yale, University of Notre Dame i Georgetown University, entre d'altres. 2003 Medalla de les Arts.
- Ha rebut el Premi Kennedy.